# 7448 Pöllath
7448 Pöllath este un asteroid din centura principală, descoperit pe 14 ianuarie 1948, de Walter Baade.